# Leysand (Schiff)
Die Leysand ist ein Mehrzweckschiff des Niedersächsischen Landesbetriebs für Wasserwirtschaft, Küsten- und Naturschutz.

## Geschichte
Das Schiff wurde unter der Baunummer 197 auf der Werft SET Schiffbau- u. Entwicklungsgesellschaft Tangermünde gebaut. Der Bauvertrag wurde am 12. Mai 2016 geschlossen. Die Kiellegung des Schiffes erfolgte am 31. August 2016, der Stapellauf am 29. September 2017.
Getauft wurde das Schiff am 1. Dezember 2017 in Norddeich. Taufpatin war Anne Rickmeyer, die Direktorin des Niedersächsischen Landesbetriebs für Wasserwirtschaft, Küsten- und Naturschutz.

## Allgemeines
Der Schiffsentwurf basiert auf der 2001 gebauten Leyhörn. Die Baukosten beliefen sich auf rund zehn Millionen Euro.
Das Schiff, das die in den 1950er-Jahren gebaute Janssand ersetzt, ist in Norddeich stationiert. Es wird für Transportaufgaben bei Küstenschutzbaustellen im Bereich der niedersächsischen Küste und den Flüssen Ems, Weser und Elbe genutzt. Zusätzlich kann es zur Öl- und Schadstoffunfallbekämpfung eingesetzt werden und steht hierfür auch dem Havariekommando zur Verfügung.
Namensgeber des Schiffes ist der Leysand im Süden der Leybucht.

## Technische Daten
Der Antrieb des Schiffes erfolgt durch zwei Scania-Dieselmotoren des Typs DI 13 mit je 368 kW Leistung. Die Motoren wirken über Untersetzungsgetriebe auf zwei Propeller. Für die Stromerzeugung stehen zwei Dieselgeneratorsätze mit insgesamt 320 kVA Scheinleistung zur Verfügung. Die Motoren sind mit SCR-Katalysatoren zur Abgasnachbehandlung ausgerüstet.
Das Schiff ist mit einem um 360° drehbaren, elektrisch angetriebenen Wasserstrahlantrieb mit 185 kW Leistung ausgerüstet.
Die Decksaufbauten befinden sich im vorderen Bereich des Schiffes. Hinter den Decksaufbauten befindet sich ein 130 m² großes, offenes Deck. Am Heck befindet sich eine etwa fünf Meter breite und zwölf Meter lange, faltbare Heckrampe, über die Materialien und Maschinen auf das Deck gebracht werden können. Das Schiff ist mit einem Ankerpfahl und einem Kran ausgerüstet. Die Rumpfform erlaubt das Trockenfallen des Schiffes im Watt.
Für den Einsatz zur Ölunfallbekämpfung verfügt das Schiff über ein Ölauffangsystem. Von der Wasseroberfläche abgeschöpftes Öl-Wassergemisch kann in vier Tanks gepumpt werden. Die Kapazität der Tanks beträgt insgesamt 130 m³. Weiterhin ist das Schiff mit einer Lüftungsanlage für die Erzeugung eines Überdrucksystems in den Aufbauten ausgerüstet, so dass es in gefährlichen Atmosphären operieren kann. Hierfür verfügt es über Gaswarndetektoren.